# Віцлебен
Віцлебен (нім. Witzleben) — громада в Німеччині, розташована в землі Тюрингія. Входить до складу району Ільм. Складова частина об'єднання громад Ріхгаймер-Берг.
Площа — 22,60 км2. Населення становить 628 ос. (станом на 31 грудня 2021).

## Галерея

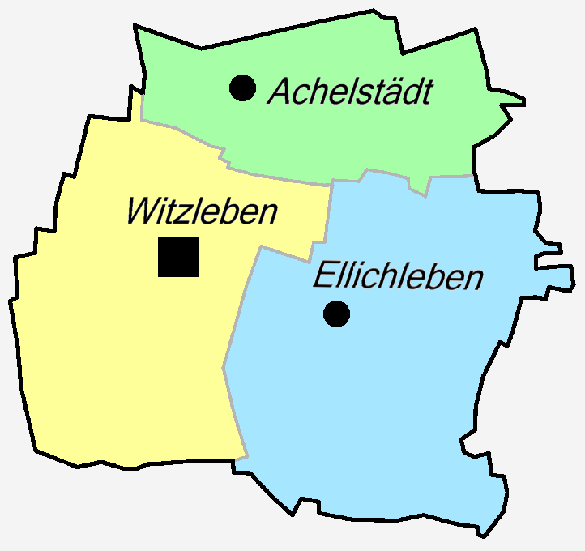
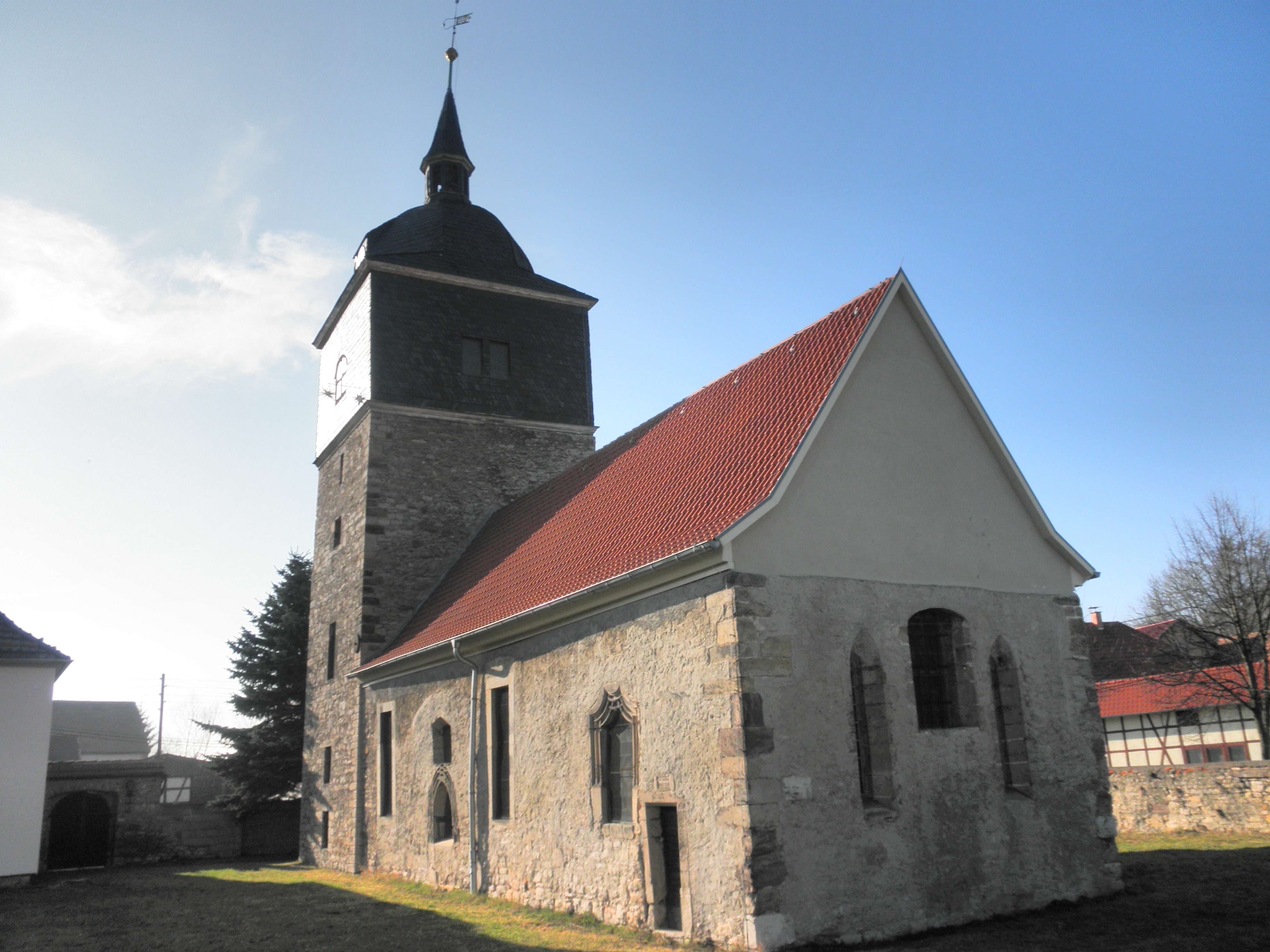